# أندريا دي مارشي
أندريا دي مارشي (بالإيطالية: Andrea De Marchi)‏ هو لاعب اتحاد الرغبي إيطالي، ولد في 19 نوفمبر 1988 في مونتيبيلونا في إيطاليا.

## وصلات خارجية
- أندريا دي مارشي عل موقع إسبنسكروم (الإنجليزية)
- أندريا دي مارشي على موقع ItsRugby.co.uk (الإنجليزية)